# Kukulcania hibernalis
Nhện nhà phương Nam (danh pháp hai phần: Kukulcania hibernalis) một loài nhện lớn Bắc Mỹ thể hiện dị hình giới tính mạnh. Con đực rất giống với loài nhện Loxosceles reclusa, có màu sắc và cấu trúc cơ thể tương tự, mặc dù chúng có cơ thể mảnh mai và màu nâu đồng nhất, không giống như Loxosceles reclusa. Những con cái có màu nâu sẫm hoặc đen và nhỏ gọn hơn. Cả hai giới có thể có chiều dài đến khoảng 2 inch (5,1 cm) (chân kéo ra), với những con đực thường có chân dài hơn, và những con cái thường có lớn hơn, cơ thể phồng ra. Bụng của loài nhện này được bao phủ với lớp lông mượt tốt ánh sáng màu xám.